# Celestron
Celestron est une société basée à Torrance, Californie, États-Unis, qui fabrique et vend des télescopes, des jumelles, des microscopes et des accessoires fabriqués par sa société mère, la Synta Technology Corporation de Taiwan . 

## Histoire
Le prédécesseur de Celestron était Valor Electronics, une entreprise de composants électroniques et militaires fondée en 1955 par Tom Johnson,. Johnson a commencé à produire des télescopes en construisant un télescope à réflexion de 6 pouces pour ses deux fils.  En 1960, Johnson a créé la division Astro-Optical de Valor, qui deviendra plus tard Celestron.
En 1964, Johnson fonde Celestron Pacific en tant que division de Valor Electronics et propose des télescopes Schmidt-Cassegrain de 10 cm à 55 cm (4 " à 22 "). En 1970, Celestron présente son C8 ƒ10 d'un diamètre de 8 " (20,32 cm) et de 2 032 mm de distance focale. C'est le premier d’une nouvelle gamme de télescopes construits selon les méthodes mises au point par Celestron pour produire des télescopes à un volume élevé et à faible coût. Ces modèles ont fait une percée significative dans les communautés astronomiques et éducatives amateurs. 
Johnson, le fondateur de la société, vend Celestron en 1980. Celestron est racheté par Tasco en 1997 et cesse ses activités après la fermeture de Tasco en 2001. 
Début 2002, Meade Instruments, son rival, tente de prendre le contrôle de l'entreprise, mais un tribunal de la faillite autorise la vente de la société à ses propriétaires initiaux.  
Le 13 mars 2012, Tom Johnson décède à l'âge de 89 ans.

## Produits

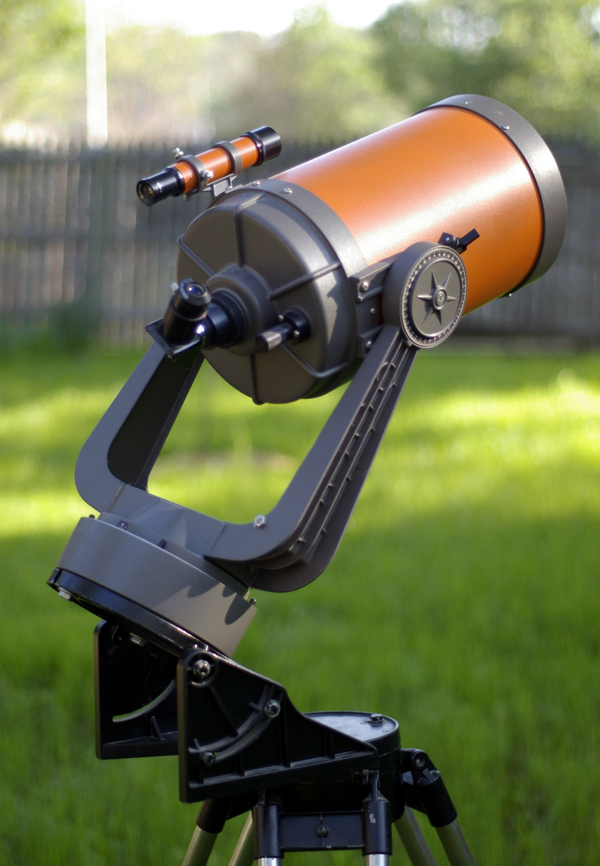
Télescope Celestron C8 vintage « tube orange » des années 1970.

Celestron a été le premier fabricant commercial à grande échelle du télescope Schmidt-Cassegrain C8 ƒ10 d'un diamètre de 8 " (20,32 cm) et de 2 032 mm de distance focale en 1970. La principale innovation proposée par Celestron / Tom Johnson était la possibilité de produire des lames de correction Schmidt en utilisant un vide pour tirer les ébauches de verre dans un moule préformé appelé « bloc maître » pendant le processus de polissage,. Cela a permis la production en masse peu coûteuse de plaques de correction uniforme. La gamme de télescopes comportait un tube orange matte (remplacé par un noir brillant en 1980 et un orange semi-brillant en 2006), une monture équatoriale à double fourche et devint un modèle populaire à grande ouverture et à design compact. [réf. nécessaire]
En 2022, ces télescopes sont de couleur noire sauf pour la série Edge qui est de couleur blanche.
Les autres gammes de produits de télescopes comprennent les gammes de produits CGE, CGEM, CPC, NexStar, Omni, Onyx, AstroMaster, Ambassador, TravelScope et PowerSeeker. Celles-ci vont des grands réflecteurs informatisés avec GPS aux télescopes de vision décoratifs / décontractés avec réfracteurs à tubes de laiton montés sur des supports en bois. 
Les produits Celestron (en 2010) comprennent : 
- Télescopes Schmidt-Cassegrain de 5 ", 6 ", 8 ", 9.25 ", 11 " et 14 " (le numéro indiquant le diamètre de l'ouverture en pouces) sur des montures équatoriales ou des montures à fourche (C8, C9.25, C11), avec un contrôle GoTo. En 2021, le modèle de 14 " n'existait plus dans cette série.
- Une gamme de Schmidt-Cassegrains modifiés de 8 ", 9.25 ", 11 " et 14 " (soit 20 à 35 cm de diamètre) avec une conception optique plus avancée : c'est la série Edge qui corrige un défaut optique qui apparaît normalement sur le bord des photos.
- Une plage de 2,4 à 6 pouces (152,4 mm) de télescopes réfracteurs .
- 6 à 10 pouces (254 mm)  télescopes à réflecteur traditionnels sur montures équatoriales.
- SkyScout - un détecteur de ciel astronomique ou un planétarium personnel.
- Microscopes à vision numérique, biologique et stéréoscopique
- Jumelles et longues-vues
- Diverses montures
- Nombreuses lignes d'oculaires, comprenant à la fois des conceptions Plossl simples et complexes, comme les gammes d'oculaires X-Cel et Luminos.

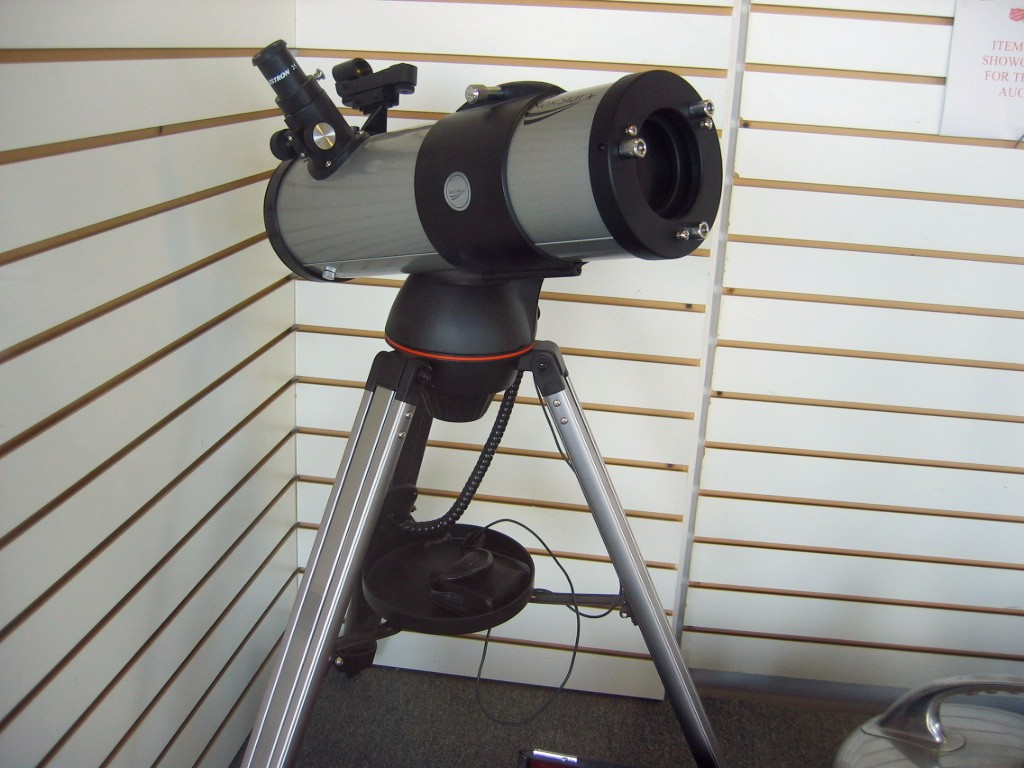
Celestron NexStar 114 télescope
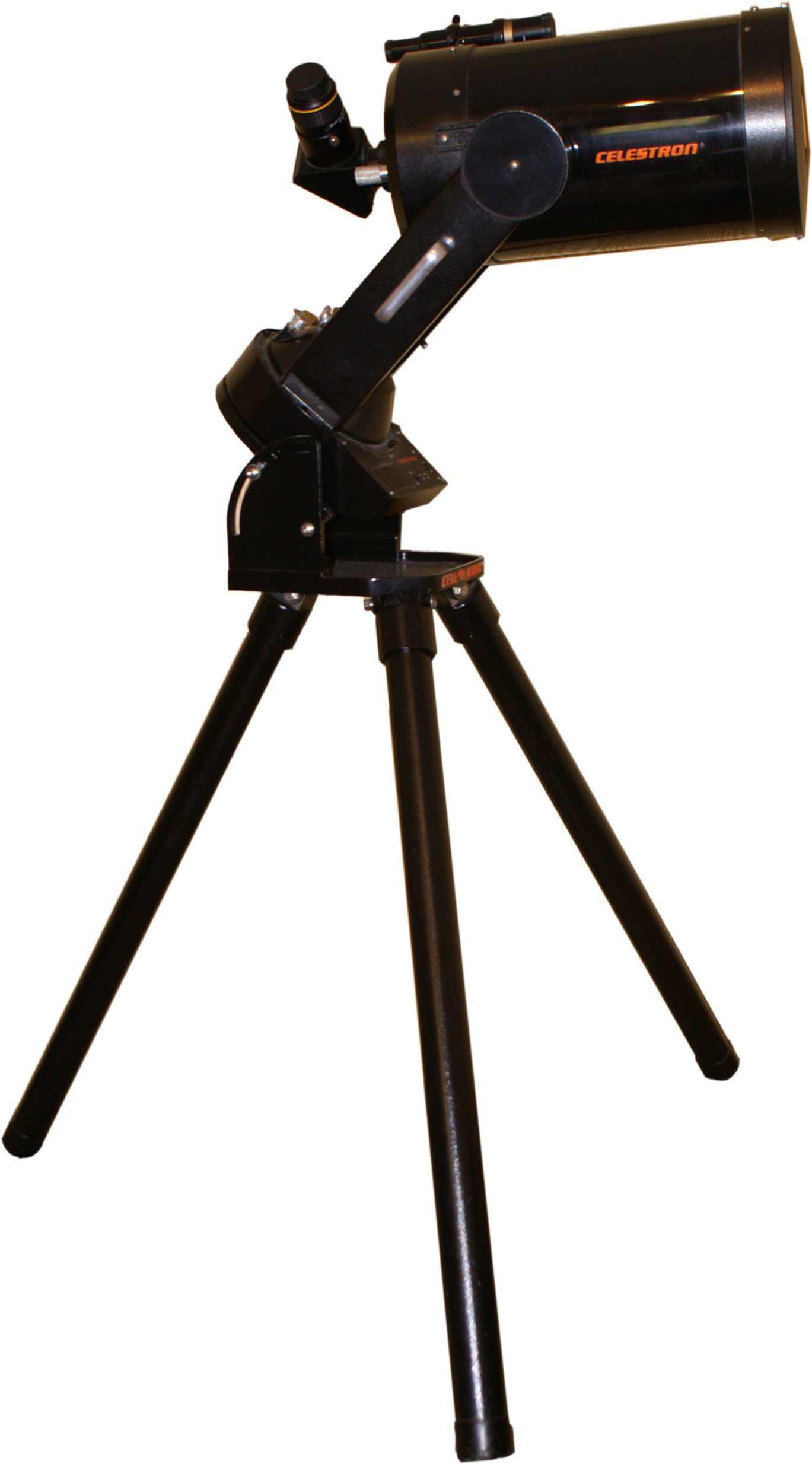
Télescope Celestron C8
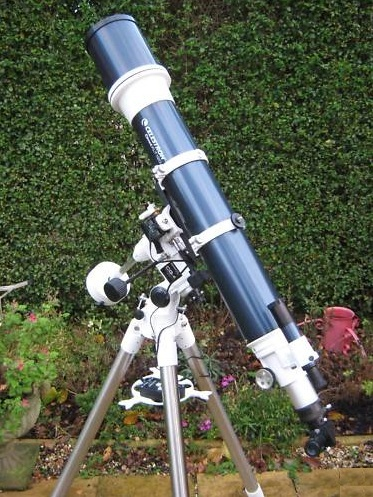
Un réfracteur achromatique Omni XLT120
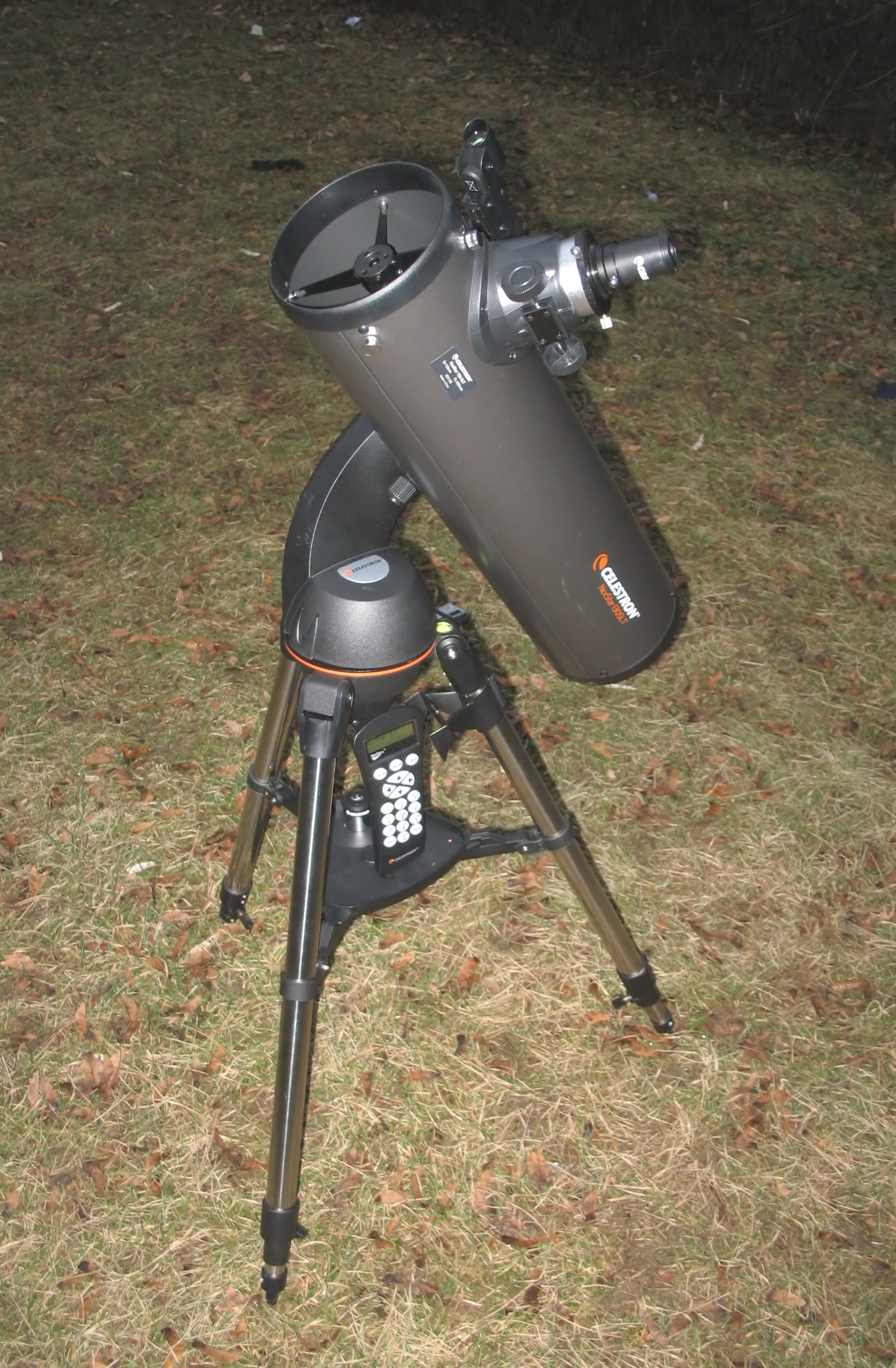
Celestron NexStar 130SLT Télescope Goto
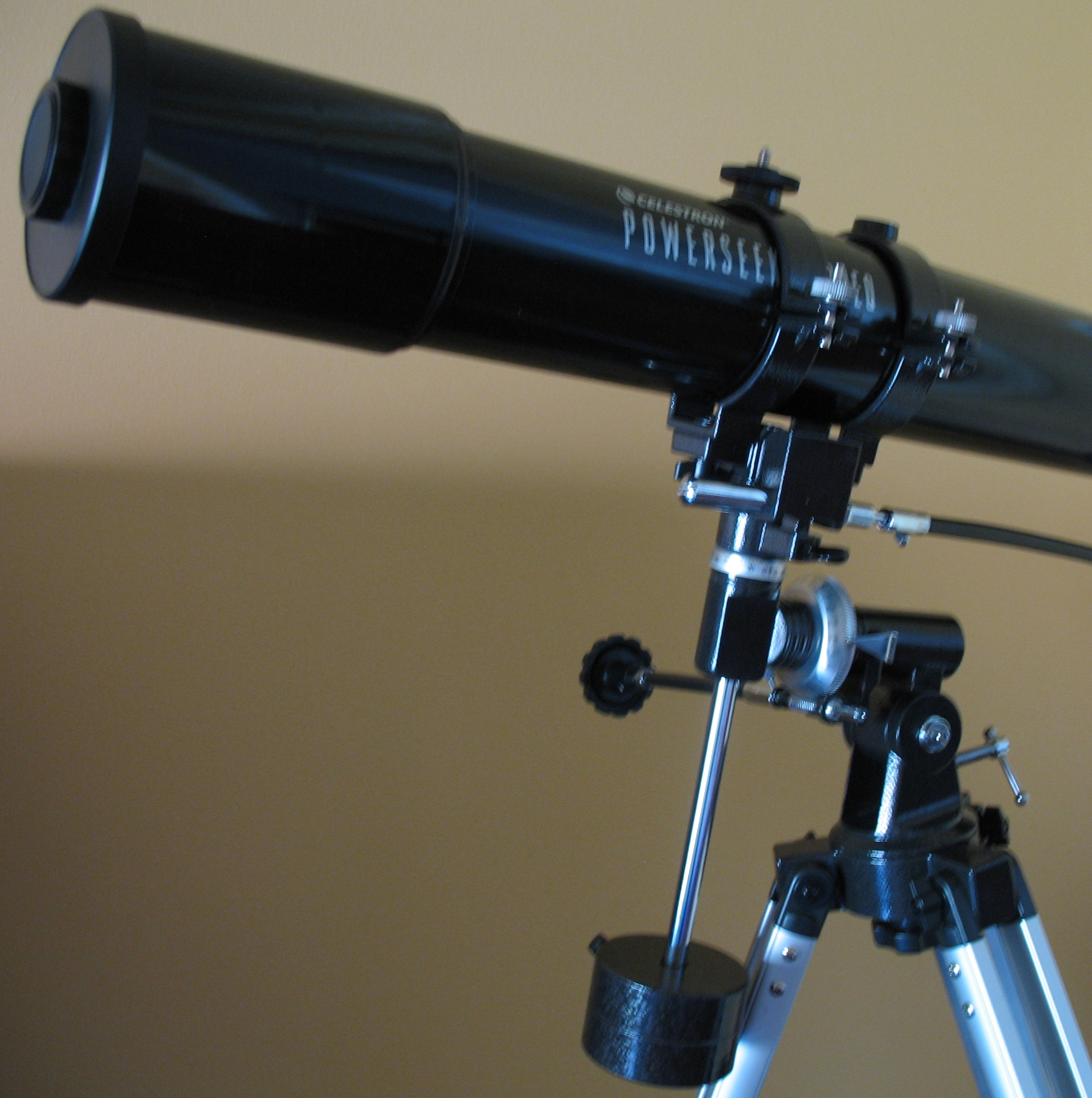
Celestron Powerseeker modèle 80EQ

Les télescopes Celestron offrent la possibilité d'utiliser la localisation informatisée d'objets astronomiques ainsi que la technologie connue sous le nom de GoTo. La plupart des modèles informatisés peuvent être connectés à un ordinateur externe via un câble RS-232, ce qui leur permet d'être contrôlés par un programme d'astronomie tiers ou connectés à un récepteur GPS. Les récepteurs GPS sont utiles pour programmer le télescope avec sa position et son heure précises, ce qui facilite le processus d'alignement requis pour GoTo. 
Certains télescopes motorisés vendus entre le milieu des années 1980 et le début des années 1990, notamment le Celestron Compustar, qui utilisait une forme de technologie GoTo, n’étaient pas programmés pour permettre des dates postérieures à 2000, exposant certains produits Celestron au bug de l'an 2000. Cependant, une puce tierce pour mettre à jour l'ordinateur est disponible pour certains produits.

## Compétition avec Meade
Depuis leur fondation en 1972, Meade Instruments est l’un des principaux rivaux de Celestron. La conception, le dimensionnement, l'introduction et la tarification des gammes de produits et des modèles de chaque entreprise ont été conçus pour répondre à la concurrence. [réf. nécessaire]   Il y a eu un litige sur la violation de brevets entre les deux sociétés, une instance concernant la technologie GoTo. En septembre 2013, Sunny Optics Inc, une filiale de la société chinoise Ningbo Sunny Electronic Co Ltd, a finalisé l'acquisition de la totalité du capital de Meade. 